# Осока збіднена
Осока збіднена (Carex depauperata) — вид трав'янистих рослин родини осокові (Cyperaceae), поширений у західній і південній Європі, західній і середній Азії.

## Опис
Багаторічна рослина. Нижні лускоподібні листки пурпурові або темно-пурпурові. Жіночі колоски довгасті, 1.5–2.5 см завдовжки, з 4–8 квіток. Кореневище коротке. Стебла 40–80 см заввишки. Листки зелені, плоскі, 2–4(5) мм завширшки, жорсткі, коротші стебел. Суцвіття 2–4(5)-колоскове. Верхній колосок чоловічий, решта — жіночі.
Цвіте у квітні. Плодоносить у травні — липні. Розмножується насінням і вегетативно.

## Поширення
Поширений у західній і південній Європі, західній і середній Азії.
В Україні вид зростає у світлих лісах — у Криму на ПБК (долина Ласпі), в передгір'ях і на Керченському півострові.

## Загрози й охорона
Загрозами є вузька еколого-ценотична амплітуда, лімітована внаслідок порушення чи знищення природних місць зростань (антропогенні чинники).
Занесений до Червоної книги Україні в статусі «Рідкісний». Не охороняють.